# Chomatobius mexicanus
Chomatobius mexicanus är en mångfotingart som först beskrevs av Henri Saussure 1858.  Chomatobius mexicanus ingår i släktet Chomatobius och familjen trädgårdsjordkrypare. Inga underarter finns listade i Catalogue of Life.